# Jussi/Bester Film
Jussi: Bester Film

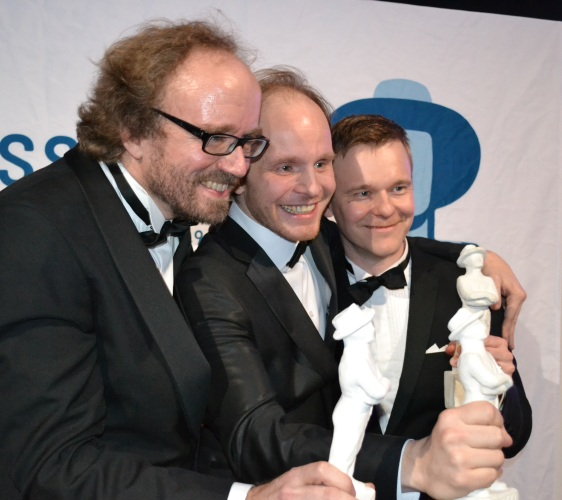
2011 erfolgreich: Aleksi Bardy (Produktion), Dome Karukoski (Regie) und Pekko Pesonen (Drehbuch) des preisgekrönten Films Helden des Polarkreises (v. li. n. re.)

Gewinner des finnischen Filmpreises Jussi in der Kategorie Bester Film (Paras elokuva), die seit 1987 verliehen wird. Die finnische Filmakademie Filmiaura vergibt seit 1944 alljährlich ihre Auszeichnungen für die besten Leistungen des vergangenen Kinojahres Ende Januar beziehungsweise Anfang Februar auf einer Gala in Helsinki.
Am erfolgreichsten in dieser Kategorie war der finnische Regisseur Aki Kaurismäki (1987, 1995, 1997, 2003, 2007, 2012), dessen Filme sechsmal ausgezeichnet wurden. Je viermal prämiert wurden die Werke von Markku Pölönen (1994, 1996, 1999, 2005). 2009 war mit Niko – Ein Rentier hebt ab erstmals ein Animationsfilm erfolgreich.

## Preisträger

### 1987–1999
| Jahr       | Preisträger                     | Deutscher Titel                   | Regie                |                      |
| ---------- | ------------------------------- | --------------------------------- | -------------------- | -------------------- |
| 1987       | Varjoja paratiisissa            | Schatten im Paradies              | Aki Kaurismäki       |                      |
| 1988– 1992 | Preis nicht vergeben            | Preis nicht vergeben              | Preis nicht vergeben | Preis nicht vergeben |
| 1993       | Tuhlaajapoika                   | Der Verlorene Sohn                | Veikko Aaltonen      |                      |
| 1994       | Onnen maa                       | nicht bekannt                     | Markku Pölönen       |                      |
| 1995       | Pidä huivistasi kiinni, Tatjana | Tatjana – Take Care Of Your Scarf | Aki Kaurismäki       |                      |
| 1996       | Kivenpyörittäjän kylä           | Eine Hochzeit in Finnland         | Markku Pölönen       |                      |
| 1997       | Kauas pilvet karkaavat          | Wolken ziehen vorüber             | Aki Kaurismäki       |                      |
| 1998       | Sairaan kaunis maailma          | nicht bekannt                     | Jarmo Lampela        |                      |

1999
Kuningasjätkä – Regie: Markku Pölönen
Feuerschlucker (Tulennielijä) – Regie: Pirjo Honkasalo
Eine respektable Komödie (Säädyllinen murhenäytelmä) – Regie: Kaisa Rastimo

### 2000er Jahre
2000
Ambush 1941 – Spähtrupp in die Hölle (Rukajärven tie) – Regie: Olli Saarela
Blindentanz (Sokkotanssi) – Regie: Matti Ijäs
Häjyt – Regie: Aleksi Mäkelän
Rakkaudella, Maire – Regie: Veikko Aaltonen
2001
Sieben Lieder aus der Tundra (Seitsemän laulua tundralta) – Regie: Anastasia Lapsui und Markku Lehmuskallio
Bad Luck Love – Regie: Olli Saarela
Badding – Regie: Markku Pölönen
Komplizinnen aus Angst (Pelon maantiede) – Regie: Auli Mantila
2002
Joki – Der Fluss – Regie: Jarmo Lampela
Emmauksen tiellä – Regie: Markku Pölönen
Fahrradfieber – Cyclomania (Cyclomania) – Regie: Simo Halinen
Minä ja Morrison – Regie: Lenka Hellstedt
2003
Der Mann ohne Vergangenheit (Mies vailla menneisyyttä) – Regie: Aki Kaurismäki
Heinähattu ja Vilttitossu – Regie: Kaisa Rastimo
Kuutamolla – Regie: Aku Louhimiehen
2004
Nousukausi – Regie: Johanna Vuoksenmaan
Helmiä ja sikoja – Regie: Perttu Leppä
Pahat pojat – Regie: Aleksi Mäkelän
2005
Koirankynnen leikkaaja – Regie: Markku Pölönen
Das Babyprojekt – Producing Adults (Lapsia ja aikuisia – kuinka niitä tehdään?) – Regie: Aleksi Salmenperä
Pelikaanimies – Regie: Liisa Helminen
2006
Eisiges Land (Paha maa) – Regie: Aku Louhimies
Das Mädchen und der Rapper (Tyttö sinä olet tähti) – Regie: Dome Karukoski
Die beste Mutter (Äideistä parhain) – Regie: Klaus Härö
2007
Lichter der Vorstadt (Laitakaupungin valot) – Regie: Aki Kaurismäki
Revolution (Kenen joukoissa seisot) – Regie: Jouko Aaltonen
Valkoinen kaupunki – Regie: Aku Louhimies
2008
Musta jää – Regie: Petri Kotwica
Miehen työ – Regie: Aleksi Salmenperä
Schlacht um Finnland (Tali-Inhala 1944) – Regie: Åke Lindman und Sakari Kirjavainen
2009
Niko – Ein Rentier hebt ab (Niko – Lentäjän poika) – Regie: Kari Juusonen und Michael Hegner
Anleitung zur Katastrophe – Ein Jahr auf Öl-Diät (Katastrofin aineksia) – Regie: John Webster
Die Insel der schwarzen Schmetterlinge (Tummien perhosten koti) – Regie: Dome Karukoski

### 2010er Jahre
2010
Postia pappi Jaakobille – Regie: Klaus Härö
Kuulustelu – Regie: Jörn Donner
Täällä Pohjantähden alla – Regie: Timo Koivusalo
2011
Helden des Polarkreises (Napapiirin sankarit) – Regie: Dome Karukoski
Rare Exports – Eine Weihnachtsgeschichte (Rare Exports) – Regie: Jalmari Helander
Taulukauppiaat – Regie: Juho Kuosmanen
2012
Le Havre – Regie: Aki Kaurismäki
Hiljaisuus – Regie: Sakari Kirjavainen
Hyvä poika – Regie: Zaida Bergroth
2013
Kohta 18 – Regie: Maarit Lalli
Miss Farkku-Suomi – Regie: Matti Kinnunen
Niko 2 – Kleines Rentier, großer Held (Niko 2: Lentäjäveljekset) – Regie: Kari Juusonen und Jørgen Lerdam
Fegefeuer (Puhdistus) – Regie: Antti Jokinen
Liebe auf Finnisch (Vuosaari) – Regie: Aku Louhimies
2014
Betoniyö – Regie: Pirjo Honkasalo
8-pallo – Regie: Aku Louhimies
Kerron sinulle kaiken – Regie: Simo Halinen
Leijonasydän – Regie: Dome Karukoski
Tumman veden päällä – Regie: Peter Franzén
2015
He ovat paenneet – Regie: Jukka-Pekka Valkeapää
Kesäkaverit – Regie: Inari Niemi
Päin seinää – Regie: Antti Heikki Pesonen
Kaffee mit Milch und Stress (Mielensäpahoittaja) – Regie: Dome Karukoski
2016
Die Kinder des Fechters (Miekkailija) – Regie: Klaus Härö
Armi elää! – Regie: Jörn Donner
Toiset tytöt – Regie: Esa Illi
Big Game – Die Jagd beginnt (Big Game) – Regie: Jalmari Helander
Häiriötekijä – Regie: Aleksi Salmenperä
2017
Der glücklichste Tag im Leben des Olli Mäki (Hymyilevä mies) – Regie: Juho Kuosmanen
Angry Birds – Der Film (The Angry Birds Movie) – Regie: Clay Kaytis, Fergal Reilly
Jättiläinen – Regie: Aleksi Salmenperä
Lake Bodom (Bodom) – Regie: Taneli Mustonen
Tyttö nimeltä Varpu – Regie: Selma Vilhunen

2018
Ikitie – Regie: Antti-Jussi Annila
Euthanizer (Armomurhaaja) – Regie: Teemu Nikki
Joulumaa – Regie: Inari Niemi
Miami – Regie: Zaida Bergroth
Die andere Seite der Hoffnung (Toivon tuolla puolen) – Regie: Aki Kaurismäki
Unknown Soldier – Kampf ums Vaterland (Tuntematon sotilas) – Regie: Aku Louhimies
2019
Tyhjiö – Regie: Aleksi Salmenperä
Hölmö nuori sydän – Regie: Selma Vilhunen
Ihmisen osa – Regie: Juha Lehtola
Ilosia aikoja, Mielensäpahoittaja – Regie: Tiina Lymi
Juice – Regie: Teppo Airaksinen

### 2020er Jahre
2020
Aurora – Regie: Miia Tervo
Diva of Finland – Regie: Maria Veijalainen
Koirat eivät käytä housuja – Regie: Jukka-Pekka Valkeapää
Tottumiskysymys – Regie: Reetta Aalto, Alli Haapasalo, Anna Paavilainen, Kirsikka Saari, Miia Tervo, Elli Toivoniemi, Jenni Toivoniemi
Täydellinen joulu – Regie: Taru Mäkelä
2021
Tove – Regie: Zaida Bergroth
Erster Schnee (Ensilumi) – Regie: Hamy Ramezan
Eden – Regie: Ulla Heikkilä
Gesellschaftsspiele (Seurapeli) – Regie: Jenni Toivoniemi
Teräsleidit – Regie: Pamela Tola
2022
Abteil Nr. 6 – Regie: Juho Kuosmanen
Fucking with Nobody – Regie: Hannaleena Hauru
Sokea mies joka ei halunnut nähdä Titanicia – Regie: Teemu Nikki
The Gravedigger’s Wife – Regie: Khadar Ayderus Ahmed
Winski und das Unsichtbarkeitspulver (Vinski ja näkymättömyyspulveri) – Regie: Juha Wuolijoki
2023
Girls Girls Girls (Tytöt tytöt tytöt ) – Regie: Alli Haapasalo
Hatching (Pahanhautoja) – Regie: Hanna Bergholm
Heartbeast – Regie: Aino Suni
Kupla – Regie: Aleksi Salmenperä
My Sailor, My Love – Regie: Klaus Härö